# Levonordefrin
Levonordefrin (Nordefrin, Neo-kobefrin, α-metilnorepinefrin, α-Me-NE) je simpatomimetički amin koji se koristi kao topikalno nazalni dekongestiv i vazokonstriktor u stomatologiji. On je takođe metabolit antihipertenzivnog leka metildope, i ima kritičnu ulogu u njegovoj farmakologiji i terapetskom dejstvu.

## Spoljašnje veze
- Nordefrin на 